# Хвостатка исключительная
Хвостатка исключительная (Satyrium (Nordmannia) eximia) — дневная бабочка из семейства голубянок.

## Описание
Длина переднего крыла самцов 14—17 мм, самок 15—20 мм. Размах крыльев 30—42 мм. Верхняя сторона крыльев самца и самки однотонная тёмно-бурая. Андрокониальное пятно на передних крыльях самцов крупное и чёткое. Задние крылья у обоих полов с короткими хвостиками. Испод крыльев серовато-коричневый или серо-бежевый. Заднее крыло на нижней стороне с крупным оранжевым пятном. Светлая перевязь на переднем крыле самца имеет форму плавной дуги.

## Ареал
Обитает в России (Приморье, Хабаровский край), в Корее и в Северном, Северо-Восточном и Западном Китае, возможно на Тайване.

## Биология
Развивается в одном поколении за год. Время лёта наблюдается с конца июля до сентября. Самки откладывают яйца по одной штуке на ветви кормовых растений. В большинстве случаев яйца откладываются рядом с почками. Кормовыми растениями гусениц служат крушины. Гусеница последнего возраста светло-зелёная, длиной 13-17 мм. На спинной стороне имеются две узкие желтоватые продольные полоски. По одной аналогичной полоске находится на боках ниже дыхалец. Голова чёрная. Все тело гусеницы покрыто густыми короткими беловатыми волосками. Гусеницы находятся преимущественно на нижней стороне листьев кормового растения, обгрызая их с краев. В период цветения крушины держатся на соцветиях и в это время питаются почти исключительно цветками. Окукливание происходит на нижней стороне листа кормового растения, по другим данным - на почве. Развитие куколки длится около 10 суток. Зимуют яйца.